# Pe Werner
Petra Werner, detta Pe (Heidelberg, 13 ottobre 1960), è una cantante tedesca.

## Discografia
- 1989 - Weibsbilder
- 1991 - Kribbeln im Bauch
- 1993 - Los!
- 1994 - Pe Werner
- 1996 - Etepetete
- 1997 - Die Hits (raccolta)
- 1998 - Eine Nacht voller Seligkeit
- 2000 - Herzkönigin
- 2002 - Beinfreiheit
- 2004 - Liebhaberstück
- 2004 - Essential 1989–1996 (raccolta)
- 2006 - Dichtungen aller Art
- 2009 - Im Mondrausch
- 2009 - Mondpoesie
- 2011 - Mit großem Besteck
- 2011 - Turteltaub
- 2013 - Ne Prise Zimt
- 2014 - Ne Prise Zimt und mehr